# Lễ đặt tên con (người Êđê)
Lễ đặt tên con là một nghi lễ của đồng bào dân tộc Êđê, Tây Nguyên. Khi đứa con ra đời phải có hai bà đỡ. Một là bà đỡ lưng cho người đẻ (pê giang). Hai là bà đón thai ra, bế hài nhi (mạ bôi). Ba mạ bôi có vai trò rất quan trọng trong việc đuổi tà ma bảo vệ cho đứa trẻ, đặc biệt đặt tên cho đứa trẻ.
Khi đứa trẻ ra đời bà nói ngay: 
Kao dê! Kao dê!"(Của tôi! Của tôi)
Tức là đứa bé đã có chủ để thần Yang Bơ-riêng (Thần Ác), không làm gì được.
Đứa bé ra đời được một ngày thì gia đình làm lễ Pơ-răp Yun (lễ nhập hồn, đặt tên).
Trước khi tiến hành lễ người ta làm một lễ cúng Yang hah Buê (thần Thiện để che chở sinh mệnh cho đứa trẻ và người mẹ).
Lễ vật gồm: 1 ché rượu và một con gà, đồng thời làm mâm cơm để đãi hai bà đỡ với ý tạ ơn. Theo quan niệm của người Ê Đê thì như vậy là đứa trẻ sinh ra chưa có linh hồn, nên phải làm lễ nhập hồn (Yun) và đặt tên cho đứa trẻ.

## Mâm cúng trong lễ
- Một ché rượu
- Một con gà nhỏ
- Một quả cà
- Một củ gừng
- Một dùi sắt (cắm vào quả cà)
- Lá mía
- Đặc biệt là một giọt sương buổi sớm(để trên lá cây), được coi là hiện thân của linh hồn tổ tiên, (sẽ nhập thân xác đứa trẻ sơ sinh chưa có linh hồn). Thầy cúng khấn xong, bà đỡ cầm quả cà chấm giọt sương để gần mồm đứa trẻ. Bà lần lượt đọc tên tổ tiên của đứa trẻ, đọc tới tên nào mà đứa trẻ thè lưỡi ra liếm, tức là đã bằng lòng nhận tên đó.

Vậy là đứa trẻ đã có tên (tên của ông tổ nếu là con trai, tên của bà tổ nếu là bé gái). Kể từ lúc này thân xác em bé bắt đầu có hồn. Đây là một nghi lễ mang nội dung và ý nghĩa đặc biệt.